# Buổi chiều

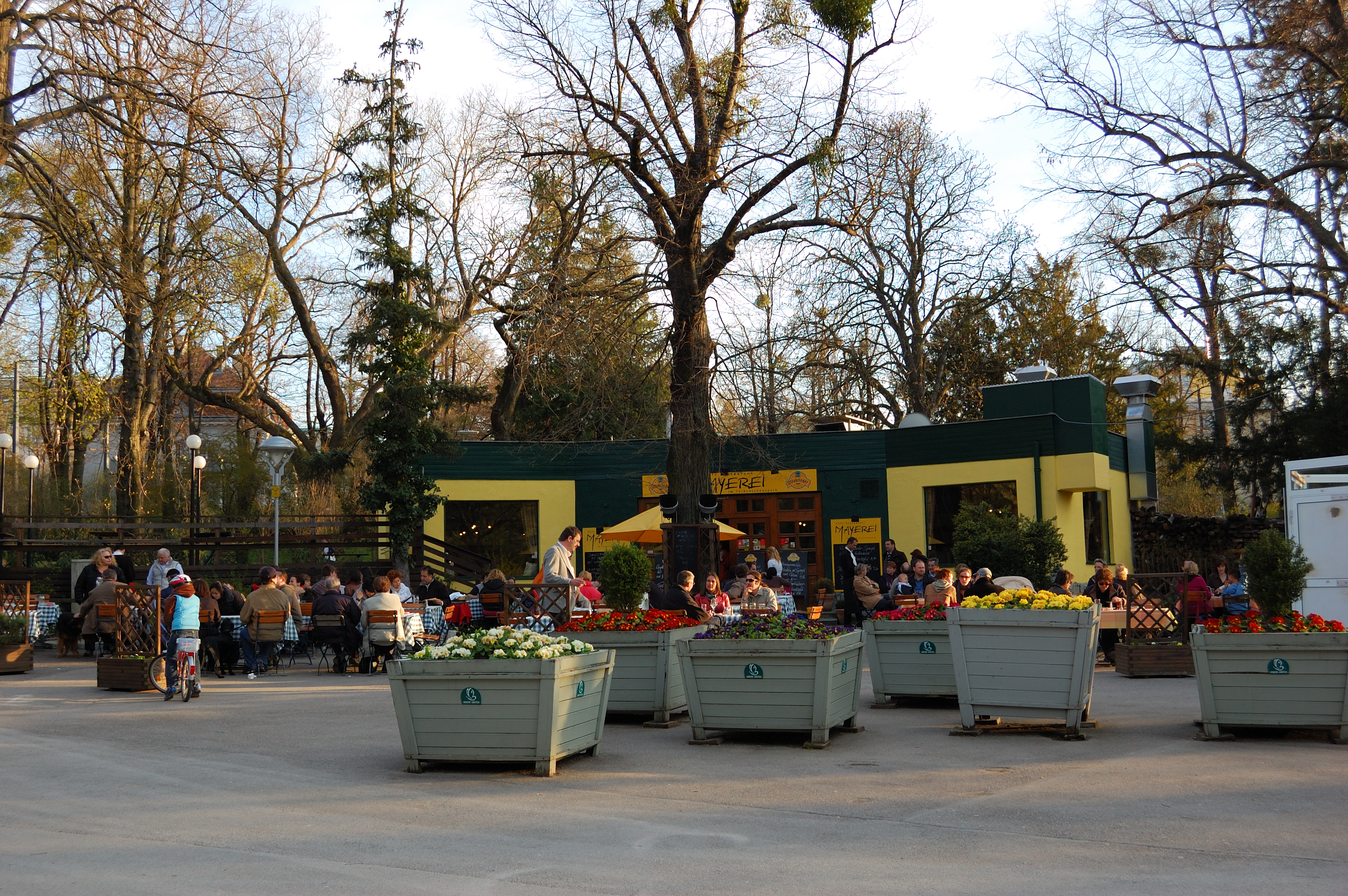
Türkenschanzpark ở Vienna trong buổi chiều sớm.

Buổi chiều (tiếng Anh: Afternoon) là khoảng thời gian giữa trưa và tối trong ngày. Đó là lúc mặt trời lặn dần từ đỉnh điểm trong ngày trên bầu trời cho tới trước khi góc phương vị của nó chạm đường chân trời ở hướng tây. Trong cuộc sống con người, buổi chiều chiếm khoảng nửa thời gian cuối ngày làm việc và học tiêu chuẩn. Nó còn liên quan đến một số vấn đề về sức khỏe, an toàn và năng suất lao động. Buổi chiều thường diễn ra vào khoảng 13 - 18 giờ tối.

## Thuật ngữ
Buổi chiều là thời gian diễn ra giữa hai buổi trưa và tối. Phạm vi cụ thể của khoảng thời gian biến đổi theo một chiều: trưa là lúc 12 giờ, nhưng ranh giới giữa chiều và tối lại không có định nghĩa chuẩn. Mốc thời gian chạng vạng biết đổi lớn tùy theo mùa và vĩ độ cũng như cách lựa chọn múi giờ. Mốc thời gian buổi tối mang tính chủ quan, nhưng nó thường được xem là bắt đầu vào khoảng 5-6 giờ chiều, hoặc ngay trước khi mặt trời lặn.
Tuy nhiên trước giai đoạn chuyển tiếp từ thế kỷ 12 sang thế kỉ 14, từ "noon" ("trưa") dùng để chỉ mốc thời gian tương ứng với 3 giờ chiều ngày nay. Có thể lý giải rằng đó là những mốc thời gian thay đổi dành cho các lễ cầu nguyện và bữa trưa, bên cạnh đó khái niệm "noon" đã được định nghĩa—do đó buổi trưa tức là ám chỉ đến một khoảng thời gian xác định hẹp hơn. "Afternoon" ("buổi trưa") là từ ghép của "after" ("sau") và "noon" ("trưa"), đã được xác thực vào khoảng năm 1300; Tiếng Anh trung đại còn chứa cả từ "afternoon" lẫn từ đồng nghĩa "aftermete". Cách viết chuẩn là "at afternoon" vào các thế kỉ 15 và 16, nhưng rồi chuyển thành "in the afternoon" từ thế kỉ 17 trở đi. Thuật ngữ này không nên lẫn lộn với "after noon" – chuyển ngữ từ tiếng Latinh post meridiem (p.m.), tức chỉ mốc thời gian từ 12 giờ trưa đến 12 giờ đêm.

## Miêu tả
Buổi chiều là thời điểm mặt trời lặn dần từ đỉnh cao nhất của nó vào lúc ban ngày. Trong suốt buổi chiều, mặt trời di chuyển từ gần trung tâm của bầu trời thấp dần về hướng Tây. Cuối buổi chiều, ánh dương đặc biệt sáng chói, bởi mặt trời đang đứng ở một góc thấp trên bầu trời. Giờ làm việc tiêu chuẩn ở hầu hết các nước công nghiệp hóa diễn ra từ buổi sáng đến cuối chiều hoặc tối – thường là 9 giờ sáng đến 5 giờ chiều – do đó mốc sau của khoảng thời gian này diễn ra vào buổi chiều. Các trường học cũng cho học sinh tan vào buổi chiều.

## Tác động lên đời sống

### Hormone
Ở những loài động vật sinh hoạt vào ban ngày, nồng độ máu trong hormone cortisol (chất dùng để tăng đường huyết, hỗ trợ quá trình trao đổi chất và đồng thời có vai trò kháng lại căng thẳng) trở nên ổn định nhất vào buổi chiều, sau khi đã tụt giảm xuống vào buổi sáng. Tuy nhiên, mức độ cortisol còn phản ứng mạnh nhất với những thay đổi của môi trường, không có liên hệ gì đến giấc ngủ và ánh nắng ban ngày chiếu vào buổi chiều. Do đó, các nhà nghiên cứu đã xem khoảng thời gian này là tối ưu nhằm nghiên cứu về mức độ căng thẳng và hormone. Thực vật có khả năng quang hợp cao nhất ngày diễn ra vào buổi trưa hoặc đầu chiều, bởi mặt trời tạo nên một góc chiếu lớn so với mặt đất. Sự nổ rộ của những cây ngô trên khắp bề mặt Trái Đất đã gây nên những dao động nhỏ và vô hại đối với nồng độ cacbon dioxide trong khí quyển, vì những loại cây này quang hợp một lượng lớn cacbon dioxide trong các khoảng thòi gian trên, quá trình này tụt giảm mạnh vào cuối chiều và buổi tối.

### Nhiệt độ cơ thể
Ở người, nhiệt độ cơ thể thường cao nhất trong thời gian từ giữa đến cuối chiều. Tuy nhiên, những vận động viên được khảo sát về sức mạnh vật lý trên máy tập thể dục cho thấy không có sự khác biệt ý nghĩa thống kê nào sau buổi trưa. Những người sở hữu xí nghiệp chăn nuôi được khuyên nên sử dụng những tòa nhà với hướng đông-tây (ngược với hướng bắc-nam) đến nhà chăn nuôi của họ, vì hướng đông-tây nghĩa là những bức tường dày hơn về phía đông và tây để điều tiết góc ánh sáng của mặt trời và các tia sáng chói mạnh trong cuối chiều. Khi những động vật này quá nóng, chúng nhiều khả năng sẽ trở nên hiếu chiến và không sinh sản được.

### Độ tỉnh táo

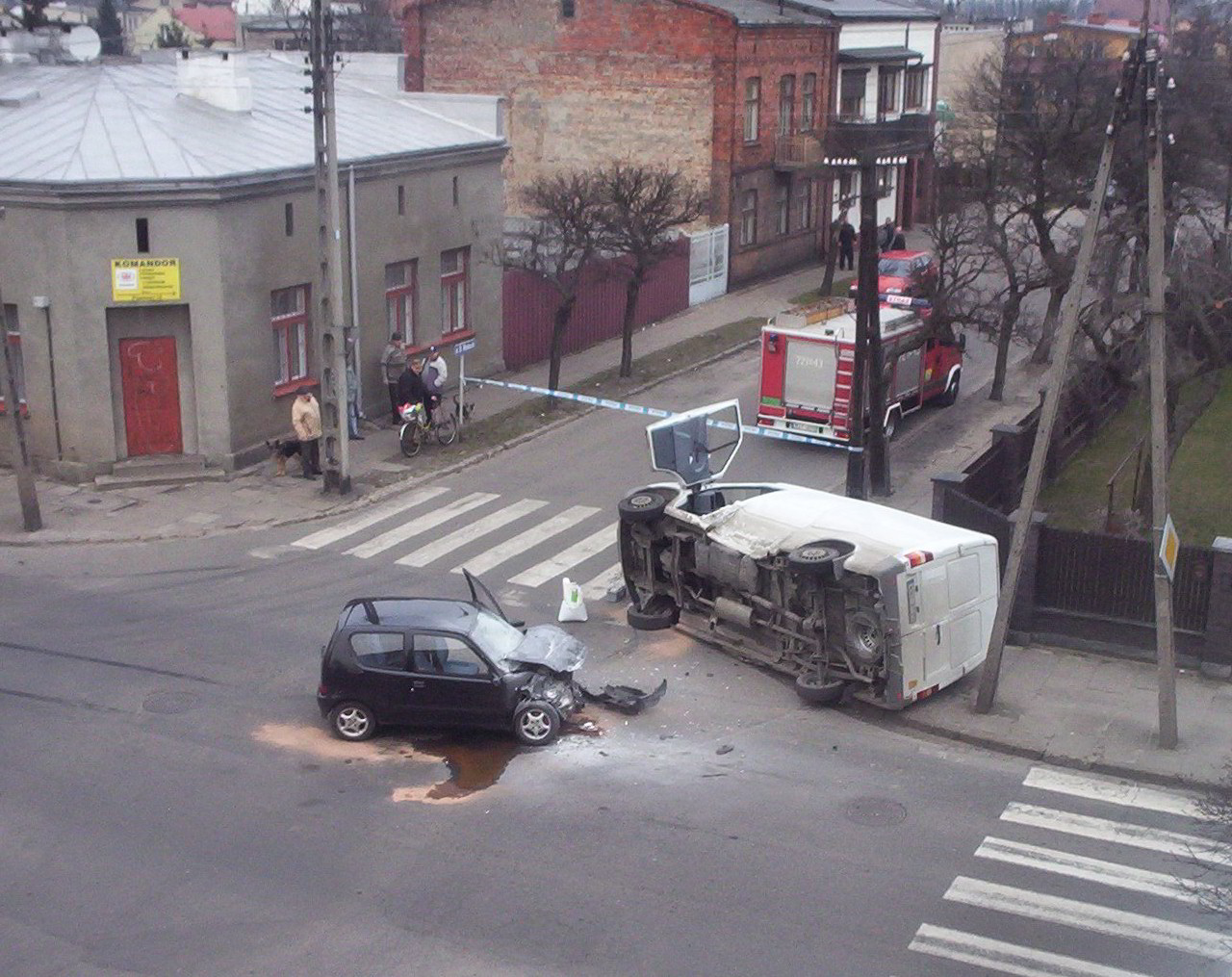
Các vụ tai nạn xe cơ giới (như hình dưới đây là tại Ba Lan) thường có mật độ dày đặc vào buổi chiều, đặc biệt là vào giờ cao điểm.

Buổi chiều, đặc biệt là đầu chiều thường liên quan đến một loạt các lĩnh vực hoạt động sản xuất và nhận thức của con người. Đáng chú ý, tai nạn xe cơ giới thường xuyên xảy ra vào đầu chiều, khi mà các tài xế vừa ăn xong bữa trưa. Một nghiên cứu về tai nạn xe máy ở Thụy Điển từ năm 1987 đến 1991 cho thấy khoảng 5 giờ chiều đã xảy ra nhiều tai nạn nhất: khoảng 1600 vụ lúc 5 giờ chiều so với 1000 vụ vào lúc 4 và 6 giờ. Xu hướng này có thể bị ảnh hưởng bởi giờ cao điểm buổi chiều, nhưng giờ cao điểm vào buổi sáng lại cho thấy sự tăng trưởng nhỏ hơn nhiều. Tại Phần Lan, các vụ tai nạn trong ngành nông nghiệp phổ biến nhất vào buổi chiều, đặc biệt là các chiều Thứ Hai vào tháng chín.
Một giáo sư tâm lý học chuyên nghiên cứu nhịp điệu sinh học hàng ngày cho biết các học viên của ông làm những bài kiểm tra vào buổi chiếu tệ hơn so với buổi sáng, nhưng thậm chí còn thê thảm hơn vào buổi tối. Tuy nhiên, những điểm khác biệt trên lại mang ý nghĩa về mặt thống kê. Có 4 nghiên cứu tiến hành vào năm 1997 cho thấy rằng các đối tượng được giao bài kiểm tra phân biệt biển báo giao thông có thời gian phản ứng lâu hơn khi buổi kiểm tra diễn ra vào 3 giờ chiều và 6 giờ chiều thay vì 9 giờ sáng và 12 giờ sáng. Những xu hướng này đều thể hiện ở cả bốn nghiên cứu và cho ra đời những câu hỏi mang tính chất phức tạp và trừu tượng. Tuy nhiên, một nghiên cứu tại Anh lại thất bại trong khâu tìm ra bất kì điểm khác biệt nào về năng suất làm bài trên hơn 300.000 bài chấm thi cấp độ A ở cả buổi sáng hay chiều.
Năng suất làm việc của con người thường xuyên tụt giảm vào buổi chiều. Các nhà máy điện đã thể hiện năng suất hoạt động vào buổi chiều kém đi đáng kể so với buổi sáng; khác biệt lớn nhất xảy ra vào các ngày Thứ Bảy, trong khi khác biệt nhỏ nhất lại diễn ra vào các ngày Thứ Hai. Một nghiên cứu vào thập niên 1950 nhắm vào hai nữ công nhân nhà máy trong 6 tháng chỉ ra rằng năng suất làm việc của họ giảm 13% vào buổi chiều; mốc thời gian hoạt động kém nhất của họ là vào giờ làm việc cuối cùng của họ. Điều này thể hiện rằng sự khác biệt đến từ giờ giải lao của cá nhân và hoạt động kém hiệu quả tại nơi làm việc. Bên cạnh đó, một nghiên cứu tầm cỡ hơn lại cho biết sức sản xuất vào buổi chiều còn giảm sút trầm trọng hơn vào những ca làm việc dài hơn.
Tuy nhiên có một điều cần lưu ý là không phải tất cả mọi người đều có chung nhịp sinh học như nhau. Một nghiên cứu trên khắp lãnh thổ Ý và Tây Ban Nha đã cho sinh viên điền vào một bảng câu hỏi, qua đó liệt kê họ theo thang đánh giá "sáng–chiều". Kết quả thu được là một dạng biểu đồ cong hình chiếc chuông khá chuẩn. Mức độ tỉnh táo trong cả ngày có liên hệ khá mật thiết với số điểm trong bảng câu hỏi. Tất cả các nhóm đối tượng tham gia–nhóm buổi sáng, buổi chiều và ở giữa hai buổi–đều có mức tỉnh táo cao trong khoảng 2 giờ chiều đến 8 giờ tối, nhưng ngoài khung giờ trên mức độ tỉnh táo của họ phản ánh tương ứng với số điểm họ đạt được.